# Grigorij Petrovitj Tjernysjev
Grigorij Petrovitj Tjernysjev  (ryska Григорий Петрович Чернышев), född 21 januari 1672, död 30 juli 1745 i Sankt Petersburg, var en rysk general, senator och guvernör. Han var en av Peter den stores närmaste medarbetare. 

## Under Peter den store
År 1688 registrerades hans juridiska utbildning och året därpå sändes han på förvaltningsuppdrag till Simbirsk, Astrachan och andra städer. Under åren 1691-1695 tjänade han under vojvoden i Kazan. År 1695 övergick han till den militära banan, som inleddes under kriget mot Turkiet med fälttåget mot Azov.
Han deltog sedan i det Stora nordiska kriget. Han var med år 1700 i det ryska nederlaget vid Narva. Två år senare deltog han i intagandet av fästningen Nöteborg. Från 1703 till 1708 förde han befäl över furst Repnins regemente (Tobolsks regemente). År 1704 befordrades han till major och vid belägringen av Narva var han en av de första som trängde sig in i fästningen och trots att han var sårad två gånger tog han till fånga kommendanten, generalmajor Henning Rudolf Horn af Rantzien och dennes två döttrar. Följande år befordrades han till överstelöjtnant och 1707 till överste. Åren 1707-1709 försvarade han framgångsrikt Achtyrka och Novhorod-Siverskyj i Ukraina mot svenska belägringstrupper. Från mars 1708 ledde han Moskvas 65. infanteriregemente men i slaget vid Poltava 1709 en brigad i Repnins division. Han gjorde detta med framgång och fick efter slaget i juli 1709 ledsaga 4 000 tillfångatagna svenskar till Moskva. 
Vid återkomsten till Moskva sändes Tjernysjev omedelbart till Narva och deltog under generalamiral Fjodor Apraksins befäl i erövringen av Viborg. Därefter fungerade han som överkommendant i Viborg under åren 1710-1719. År 1710 gifte Peter den store bort honom med sin älskarinna, Avdotia Tjernysjova. Han befordrades våren 1713 till generalmajor och deltog åren 1713-1714 i erövringen av Finland varvid han sårades tre gånger. På grund av skadorna utsågs han 1714 till överstekrigskommissarie vid amiralitetet, en befattning som han innehade till 1722. År 1717 utsågs han att övervaka byggreglerna i Sankt Petersburg. Följande år 1718 utsågs han både till medlem av amiralitetskollegiet och av senaten.
År 1720 blev han kammarrådgivare åt amiralitetsstyrelserna. 
Åren 1721-1722 genomförde han en folkräkning av de skattebetalande klasserna i Moskva och Moskva-guvernementet. 

## Under Peter den stores efterföljare
Efter kejsarens död 1725 var Tjernysjev en av tre marskalkar som föregick den avlidnes kista. Kejsarinnan Katarina I utsåg honom till generalkrigskommissarie med graden generallöjtnant och gjorde honom till riddare av Alexander Nevskijorden. Han var chef för arméns kvartermästaravdelning 1725-1728. Åren 1725-1726 var han guvernör i Voronezj, ett guvernement som tidigare hade benämnts Azov. Åren 1727-1729 var han guvernör i Livland. Han befordrades till chefsgeneral och utsågs till senator 1730. Han var Moskvas generalguvernör 1731-1735 och under hans tid infördes gatubelysning i staden. Från den tiden kämpade han aktivt för kejsarinnan Annas rättigheter som suverän monark. År 1735 avskedades han från sin tjänst i Moskva men återvände till senaten år 1740. Under kejsarinnan Elisabet återtog han sin roll som en av de ledande adelsmännen och tilldelades Sankt Andreas orden 1741. Följande år gjorde hon honom till greve. Ännu år 1744 ville han bli generalfältmarskalk och generalguvernör i provinsen Sankt Petersburg eller generaladmiral men hans ansökan avslogs. Han avled 1745 i Sankt Petersburg och begravdes på Alexander Nevskij-klostrets begravningsplats. Han efterlämnade anteckningar om händelserna i sitt liv. Den spanske ambassadören i Ryssland, hertigen av Lira beskrev honom i slutet av 1720-talet som ”smart, modig, uppförde sig väl i sin tjänst, men var mycket snål och bedräglig, och dessutom en fiende till utlänningar”.
Tjernysjev var gift med Avdotia Tjernysjova (1693-1747). Hon var i sin ungdom Peter den stores älskarinna. På tsarens begäran gifte sig Tjernysjev 1710 med henne och hon fick 4 000 bondsjälar som hemgift av tsaren.